# Gomphotherium
Gomphotherium es un género extinto de mamíferos proboscídeos de la familia Gomphotheriidae. Vivieron a comienzos del Mioceno y Plioceno en lo que ahora es Europa (España, Francia, Alemania, Austria y Bosnia y Herzegovina), América del Norte (Kansas, Tennessee), Asia (Pakistán) y África (Kenia, Namibia y Egipto).

## Descripción

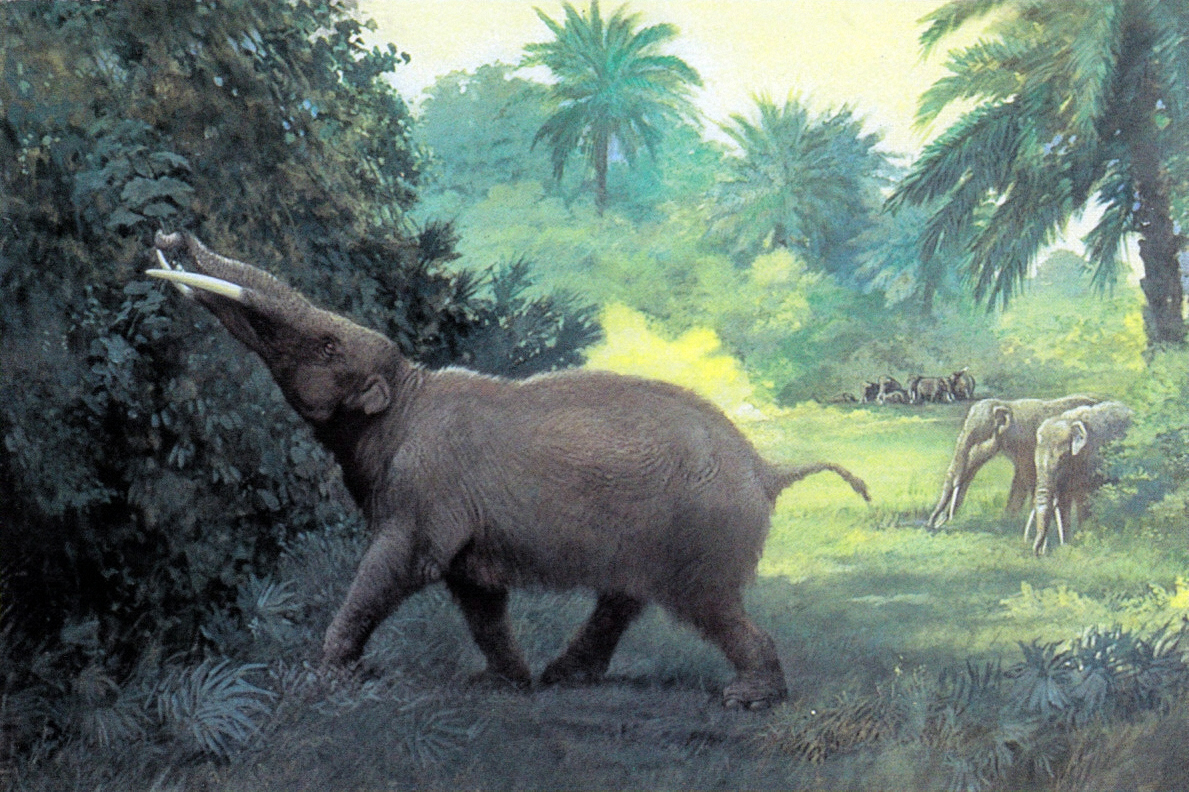
Reconstrucción por Charles R. Knight

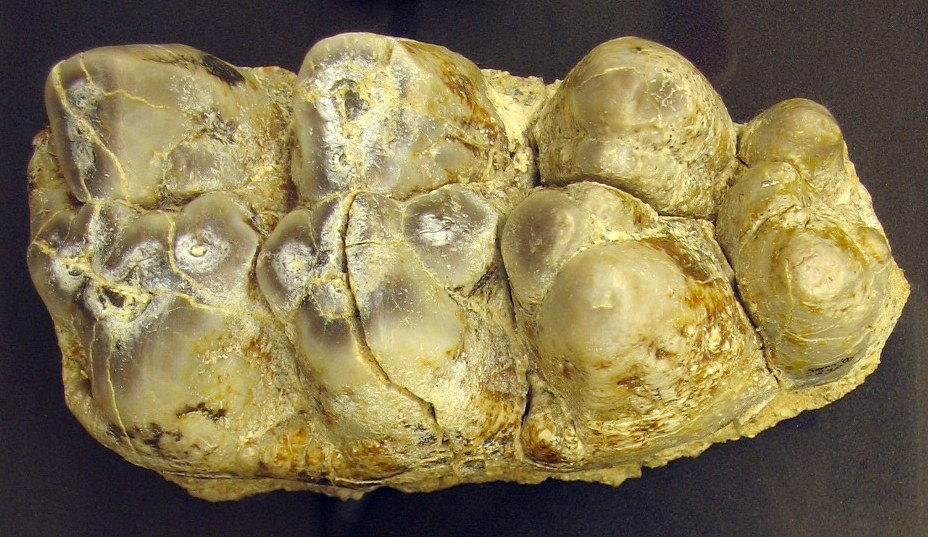
Molar de Gomphotherium

Gomphotherium medía cerca de 3 metros de altura, y era bastante parecido a los elefantes actuales. Sin embargo, poseía cuatro colmillos; dos en el maxilar superior y otros dos en la alargada mandíbula. Los colmillos inferiores son paralelos y tienen forma de pala y tal vez eran usados de la misma forma. A diferencia de los elefantes modernos, los colmillos superiores estaban cubiertos de una capa de esmalte. Comparado al de los elefantes, el cráneo era más alargado y bajo, indicando que el animal tenía una trompa más corta, algo similar a la de los tapires. Estos animales probablemente vivían en pantanos o cerca de cursos de agua, usando sus colmillos para cavar o recoger la vegetación acuática. En comparación a los proboscídeos primitivos, Gomphotherium tenía pocos dientes molares; los que poseía tenían altos bordes para extender la superficie de masticación. Gomphotherium habitaba regiones de bosques secos junto a lagos y ríos.
Un esqueleto completo de Gomphotherium fue hallado en Mühldorf, Alemania, en 1971.

## Taxonomía
El género fue nombrado por Burmeister (1837) y fue asignado a la familia Gomphotheriidae porBurmeister (1837), Qiu et al. (1981), Carroll (1988), Lambert y Shoshani (1998), Sach y Heizmann (2001), Sanders y Miller (2002) y Lambert (2007). Gomphotherium fue considerado parafilético por Lambert (2007). El género Serridentinus fue nombrado por Osborn (1923) y sinonimizado subjetivamente con Gomphotherium por Tobien (1972), Madden y Storer (1985), Shoshani y Tassy (1996), Lambert (1996), Lambert y Shoshani (1998) y Christiansen (2007).

## Filogenia
El siguiente cladograma muestra la ubicación del género Gomphotherium entre otros proboscídeos, basándose en características del hioides:

|  | Loxodonta africana (elefante africano)                                                                      |
|  | |
|  | \| \| Elephas maximus (elefante asiático) \| \| \| \| \| \| Mammuthus columbi (mamut colombino) \| \| \| \| |
|  | |
|  | Elephas maximus (elefante asiático)                                                                         |
|  | |
|  | Mammuthus columbi (mamut colombino)                                                                         |
|  | |

|  | Elephas maximus (elefante asiático) |
|  |                                     |
|  | Mammuthus columbi (mamut colombino) |
|  |                                     |

|  | Loxodonta africana (elefante africano)                                                                      |
|  | |
|  | \| \| Elephas maximus (elefante asiático) \| \| \| \| \| \| Mammuthus columbi (mamut colombino) \| \| \| \| |
|  | |
|  | Elephas maximus (elefante asiático)                                                                         |
|  | |
|  | Mammuthus columbi (mamut colombino)                                                                         |
|  | |

|  | Elephas maximus (elefante asiático) |
|  |                                     |
|  | Mammuthus columbi (mamut colombino) |
|  |                                     |

|  | Loxodonta africana (elefante africano)                                                                      |
|  | |
|  | \| \| Elephas maximus (elefante asiático) \| \| \| \| \| \| Mammuthus columbi (mamut colombino) \| \| \| \| |
|  | |
|  | Elephas maximus (elefante asiático)                                                                         |
|  | |
|  | Mammuthus columbi (mamut colombino)                                                                         |
|  | |

|  | Elephas maximus (elefante asiático) |
|  |                                     |
|  | Mammuthus columbi (mamut colombino) |
|  |                                     |

|  | Loxodonta africana (elefante africano)                                                                      |
|  | |
|  | \| \| Elephas maximus (elefante asiático) \| \| \| \| \| \| Mammuthus columbi (mamut colombino) \| \| \| \| |
|  | |
|  | Elephas maximus (elefante asiático)                                                                         |
|  | |
|  | Mammuthus columbi (mamut colombino)                                                                         |
|  | |

|  | Elephas maximus (elefante asiático) |
|  |                                     |
|  | Mammuthus columbi (mamut colombino) |
|  |                                     |

|  | Loxodonta africana (elefante africano)                                                                      |
|  | |
|  | \| \| Elephas maximus (elefante asiático) \| \| \| \| \| \| Mammuthus columbi (mamut colombino) \| \| \| \| |
|  | |
|  | Elephas maximus (elefante asiático)                                                                         |
|  | |
|  | Mammuthus columbi (mamut colombino)                                                                         |
|  | |

|  | Elephas maximus (elefante asiático) |
|  |                                     |
|  | Mammuthus columbi (mamut colombino) |
|  |                                     |

|  | Loxodonta africana (elefante africano)                                                                      |
|  | |
|  | \| \| Elephas maximus (elefante asiático) \| \| \| \| \| \| Mammuthus columbi (mamut colombino) \| \| \| \| |
|  | |
|  | Elephas maximus (elefante asiático)                                                                         |
|  | |
|  | Mammuthus columbi (mamut colombino)                                                                         |
|  | |

|  | Elephas maximus (elefante asiático) |
|  |                                     |
|  | Mammuthus columbi (mamut colombino) |
|  |                                     |

|  | Loxodonta africana (elefante africano)                                                                      |
|  | |
|  | \| \| Elephas maximus (elefante asiático) \| \| \| \| \| \| Mammuthus columbi (mamut colombino) \| \| \| \| |
|  | |
|  | Elephas maximus (elefante asiático)                                                                         |
|  | |
|  | Mammuthus columbi (mamut colombino)                                                                         |
|  | |

|  | Elephas maximus (elefante asiático) |
|  |                                     |
|  | Mammuthus columbi (mamut colombino) |
|  |                                     |

|  | Loxodonta africana (elefante africano)                                                                      |
|  | |
|  | \| \| Elephas maximus (elefante asiático) \| \| \| \| \| \| Mammuthus columbi (mamut colombino) \| \| \| \| |
|  | |
|  | Elephas maximus (elefante asiático)                                                                         |
|  | |
|  | Mammuthus columbi (mamut colombino)                                                                         |
|  | |

|  | Elephas maximus (elefante asiático) |
|  |                                     |
|  | Mammuthus columbi (mamut colombino) |
|  |                                     |

|  | Loxodonta africana (elefante africano)                                                                      |
|  | |
|  | \| \| Elephas maximus (elefante asiático) \| \| \| \| \| \| Mammuthus columbi (mamut colombino) \| \| \| \| |
|  | |
|  | Elephas maximus (elefante asiático)                                                                         |
|  | |
|  | Mammuthus columbi (mamut colombino)                                                                         |
|  | |

|  | Elephas maximus (elefante asiático) |
|  |                                     |
|  | Mammuthus columbi (mamut colombino) |
|  |                                     |

|  | Loxodonta africana (elefante africano)                                                                      |
|  | |
|  | \| \| Elephas maximus (elefante asiático) \| \| \| \| \| \| Mammuthus columbi (mamut colombino) \| \| \| \| |
|  | |
|  | Elephas maximus (elefante asiático)                                                                         |
|  | |
|  | Mammuthus columbi (mamut colombino)                                                                         |
|  | |

|  | Elephas maximus (elefante asiático) |
|  |                                     |
|  | Mammuthus columbi (mamut colombino) |
|  |                                     |

|  | Loxodonta africana (elefante africano)                                                                      |
|  | |
|  | \| \| Elephas maximus (elefante asiático) \| \| \| \| \| \| Mammuthus columbi (mamut colombino) \| \| \| \| |
|  | |
|  | Elephas maximus (elefante asiático)                                                                         |
|  | |
|  | Mammuthus columbi (mamut colombino)                                                                         |
|  | |

|  | Elephas maximus (elefante asiático) |
|  |                                     |
|  | Mammuthus columbi (mamut colombino) |
|  |                                     |

|  | Loxodonta africana (elefante africano)                                                                      |
|  | |
|  | \| \| Elephas maximus (elefante asiático) \| \| \| \| \| \| Mammuthus columbi (mamut colombino) \| \| \| \| |
|  | |
|  | Elephas maximus (elefante asiático)                                                                         |
|  | |
|  | Mammuthus columbi (mamut colombino)                                                                         |
|  | |

|  | Elephas maximus (elefante asiático) |
|  |                                     |
|  | Mammuthus columbi (mamut colombino) |
|  |                                     |

|  | Loxodonta africana (elefante africano)                                                                      |
|  | |
|  | \| \| Elephas maximus (elefante asiático) \| \| \| \| \| \| Mammuthus columbi (mamut colombino) \| \| \| \| |
|  | |
|  | Elephas maximus (elefante asiático)                                                                         |
|  | |
|  | Mammuthus columbi (mamut colombino)                                                                         |
|  | |

|  | Elephas maximus (elefante asiático) |
|  |                                     |
|  | Mammuthus columbi (mamut colombino) |
|  |                                     |

|  | Loxodonta africana (elefante africano)                                                                      |
|  | |
|  | \| \| Elephas maximus (elefante asiático) \| \| \| \| \| \| Mammuthus columbi (mamut colombino) \| \| \| \| |
|  | |
|  | Elephas maximus (elefante asiático)                                                                         |
|  | |
|  | Mammuthus columbi (mamut colombino)                                                                         |
|  | |

|  | Elephas maximus (elefante asiático) |
|  |                                     |
|  | Mammuthus columbi (mamut colombino) |
|  |                                     |

|  | Loxodonta africana (elefante africano)                                                                      |
|  | |
|  | \| \| Elephas maximus (elefante asiático) \| \| \| \| \| \| Mammuthus columbi (mamut colombino) \| \| \| \| |
|  | |
|  | Elephas maximus (elefante asiático)                                                                         |
|  | |
|  | Mammuthus columbi (mamut colombino)                                                                         |
|  | |

|  | Elephas maximus (elefante asiático) |
|  |                                     |
|  | Mammuthus columbi (mamut colombino) |
|  |                                     |

|  | Loxodonta africana (elefante africano)                                                                      |
|  | |
|  | \| \| Elephas maximus (elefante asiático) \| \| \| \| \| \| Mammuthus columbi (mamut colombino) \| \| \| \| |
|  | |
|  | Elephas maximus (elefante asiático)                                                                         |
|  | |
|  | Mammuthus columbi (mamut colombino)                                                                         |
|  | |

|  | Elephas maximus (elefante asiático) |
|  |                                     |
|  | Mammuthus columbi (mamut colombino) |
|  |                                     |